# 니콜라에 네그릴러
니콜라에 네그릴러(루마니아어: Nicolae Negrilă, 1954년 7월 23일, 돌지 주 지게라 ~)는 루마니아의 전직 프로 축구 선수로, 현역 시절 우니베르시타테아 크라이오바에서 활약했다. 그는 루마니아 국가대표팀 경기에 28번 출전했고, 유로 1984에 참가했다.

## 수상
우니베르시타테아 크라이오바
- 디비지아 A: 1973–74, 1979–80, 1980–81
- 쿠파 로므니에이: 1976–77, 1977–78, 1980–81, 1982–83

## 참고
1. ↑  루마니아 올림픽 국가대표팀 경기 1회 출전 포함.[1][2]